# Straden

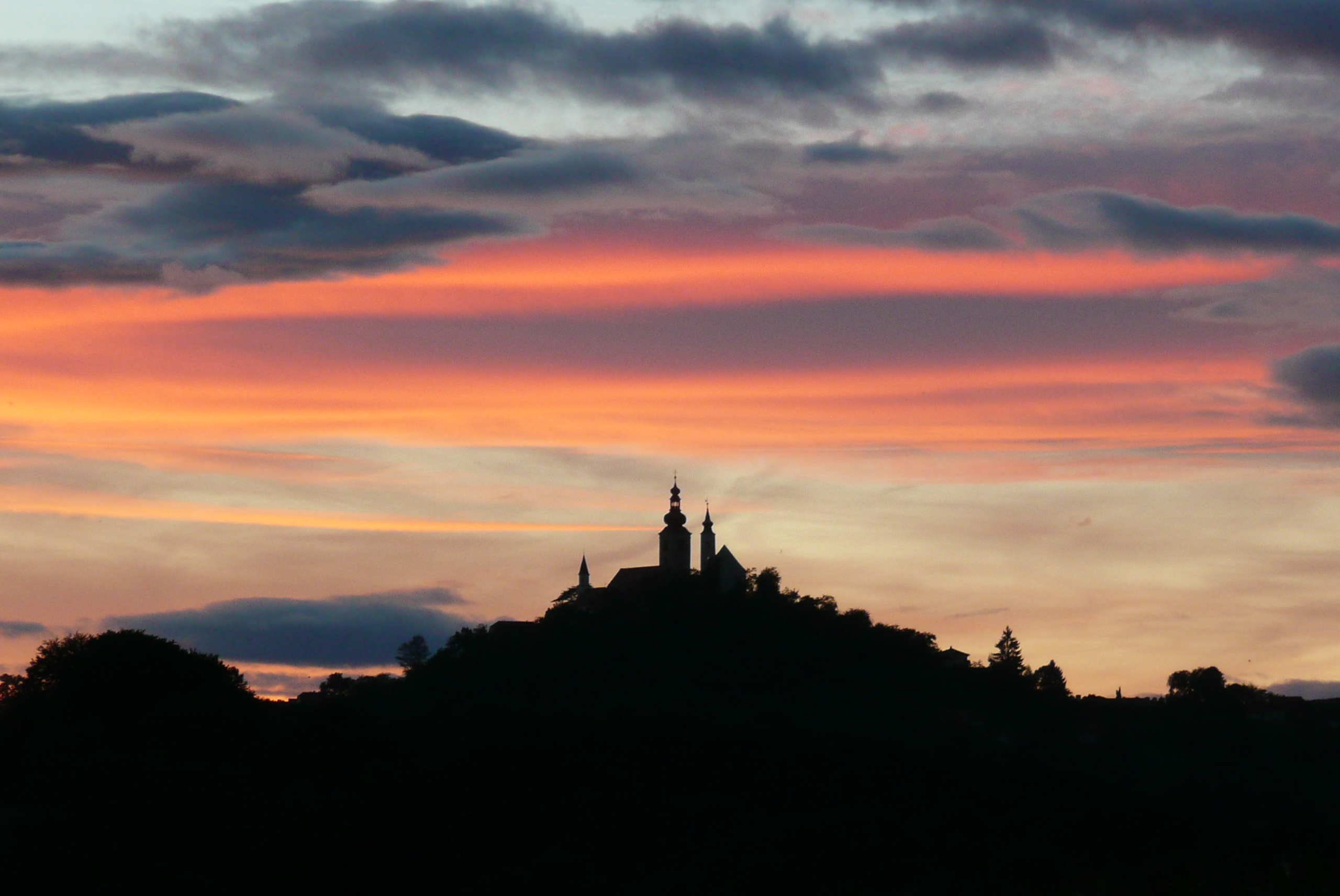
Sonnenuntergang über Straden

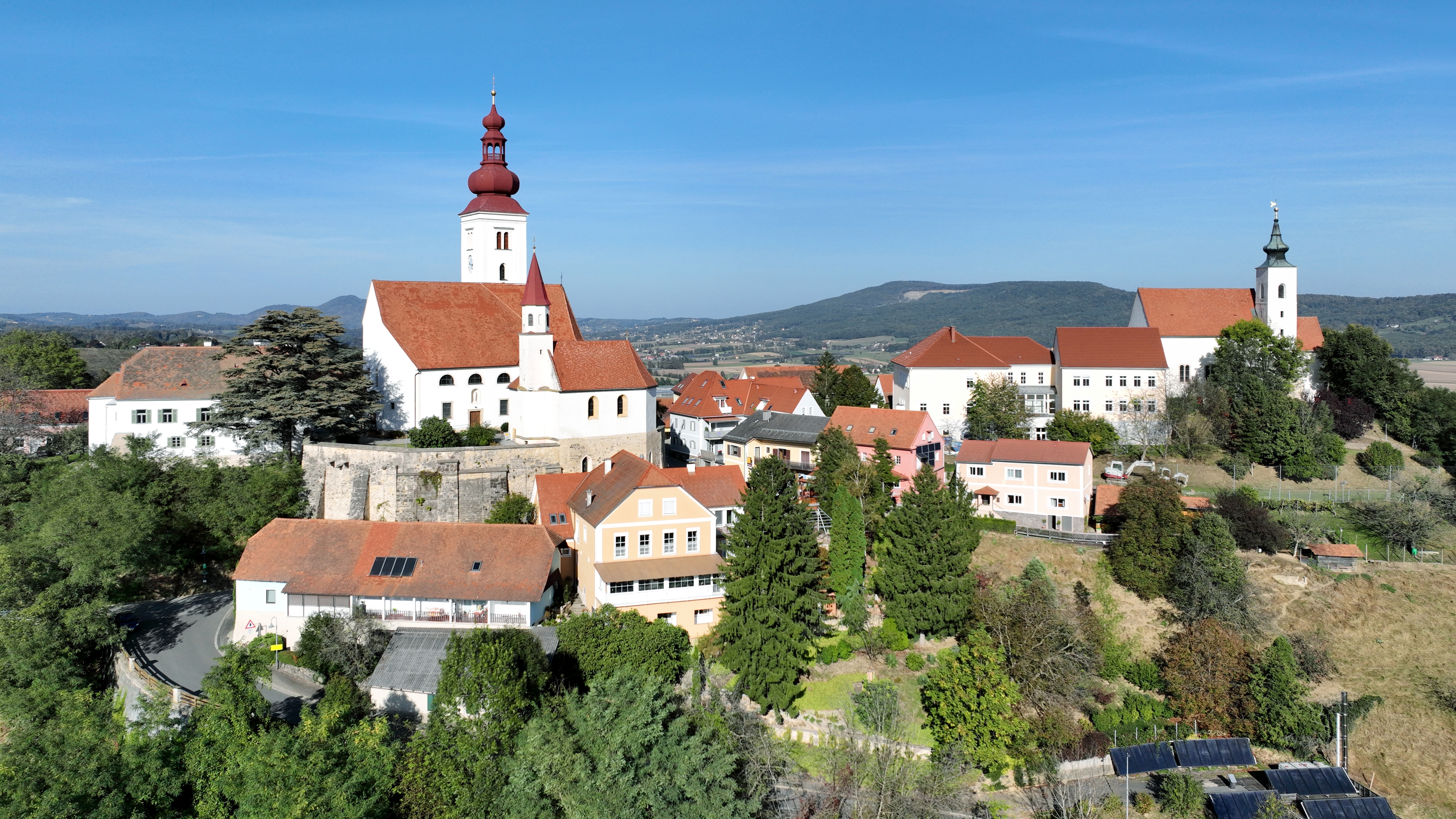
Südwestansicht des Himmelsbergs mit der Pfarrkirche, der Florianikirche und der Doppelkirche St. Sebastian/Maria Schmerzen

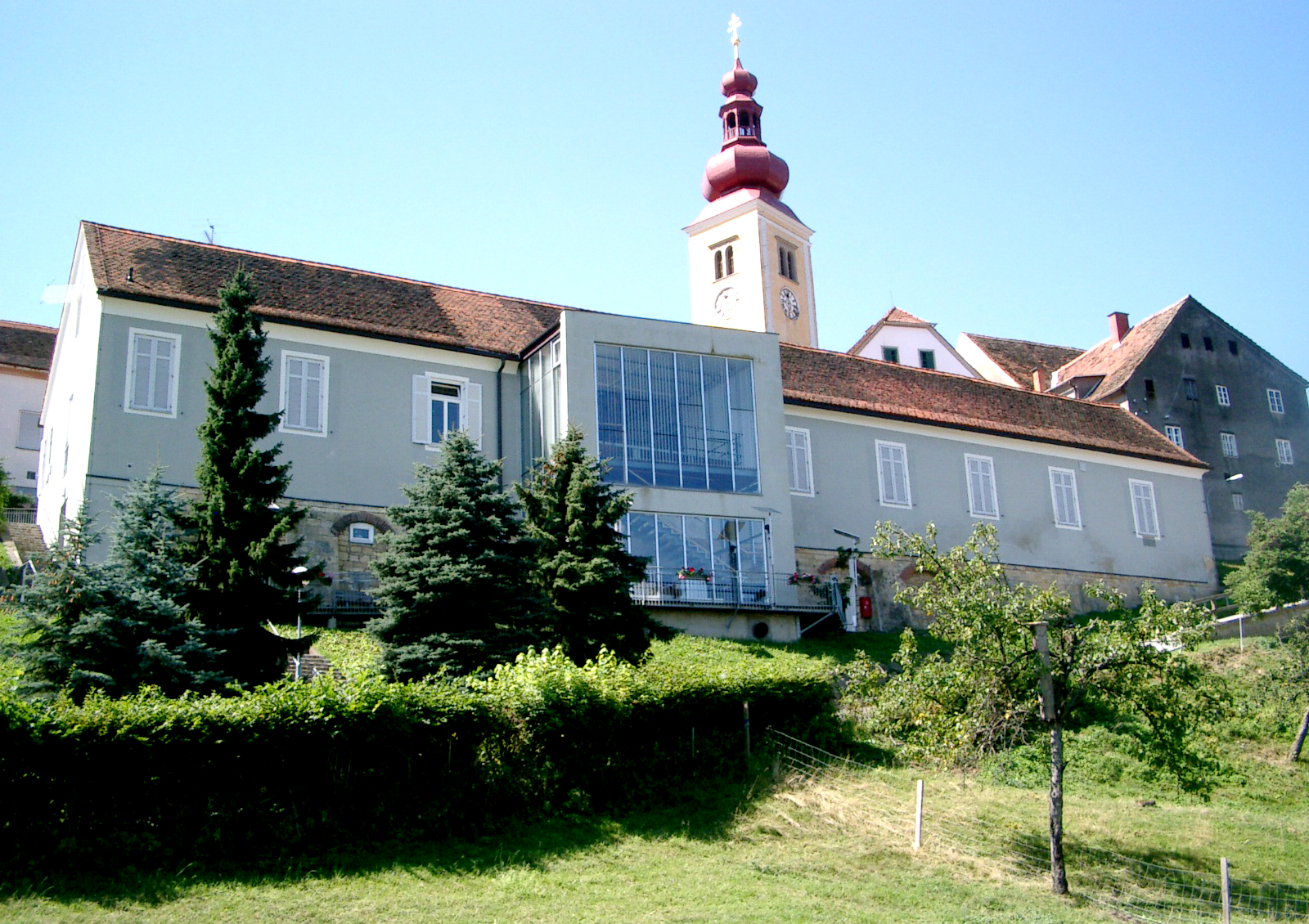
Das 1998 eröffnete Kulturhaus in Straden

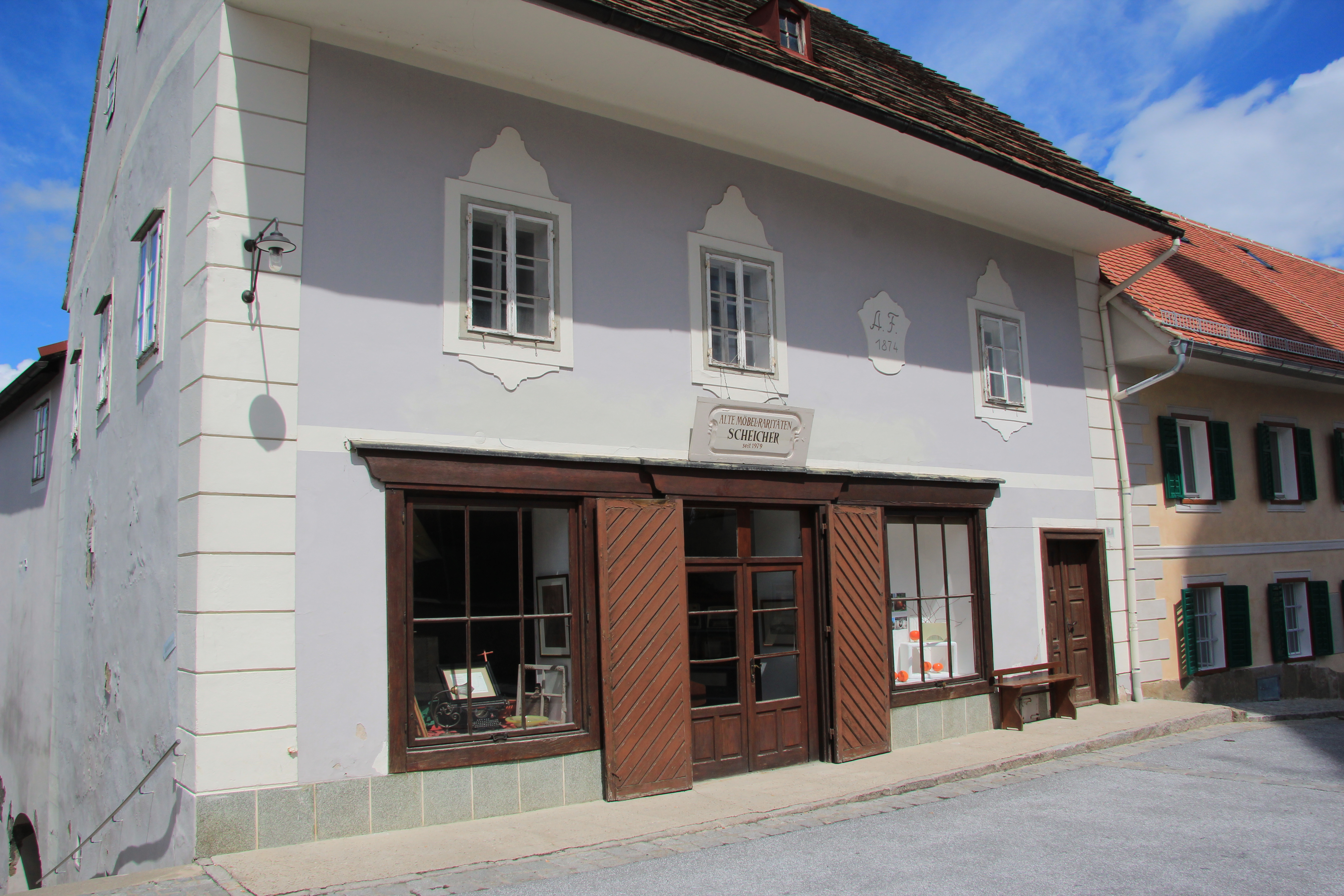
Historisches Gebäude von 1874 im Ortskern von Straden

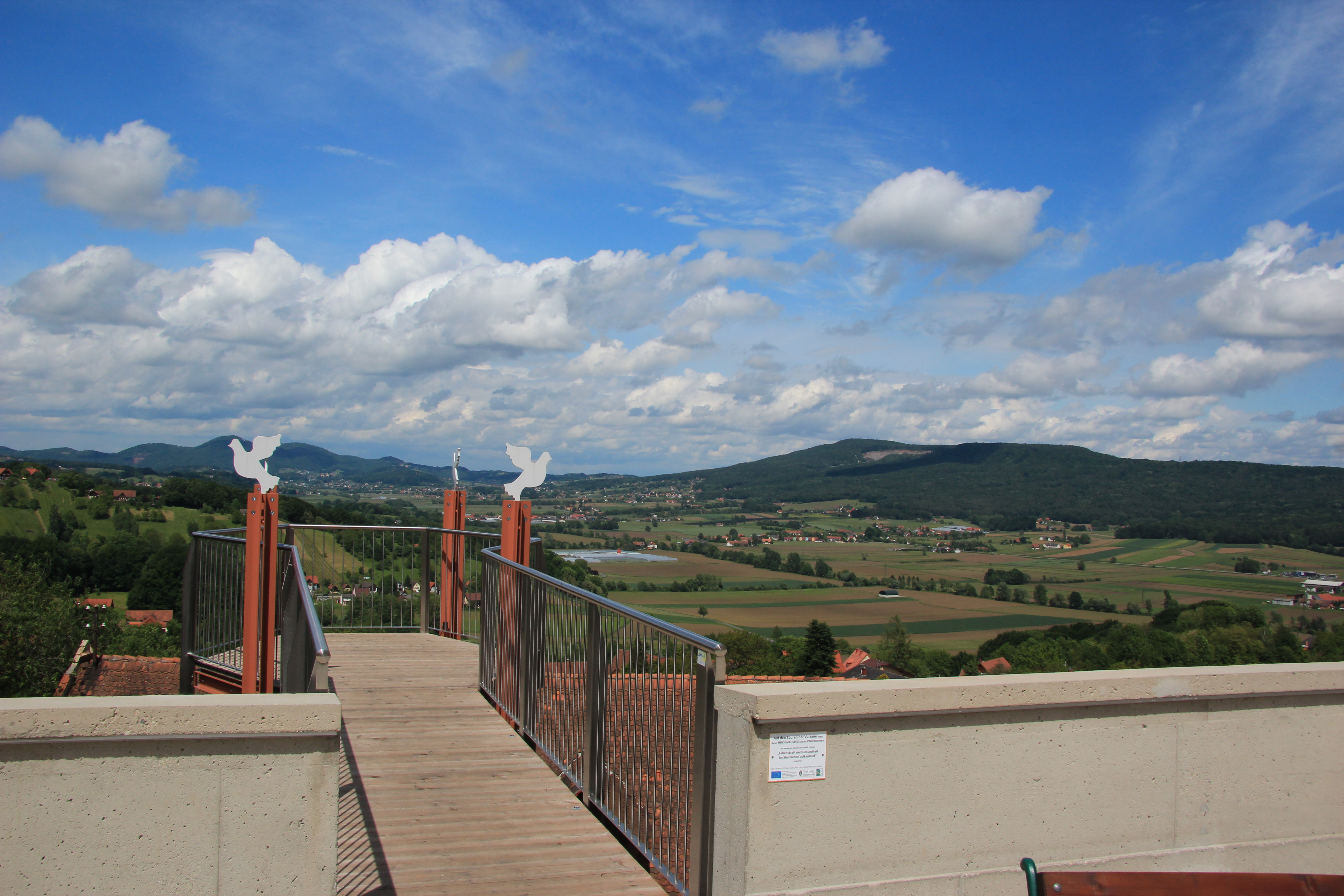
Aussichtsplattform in Straden

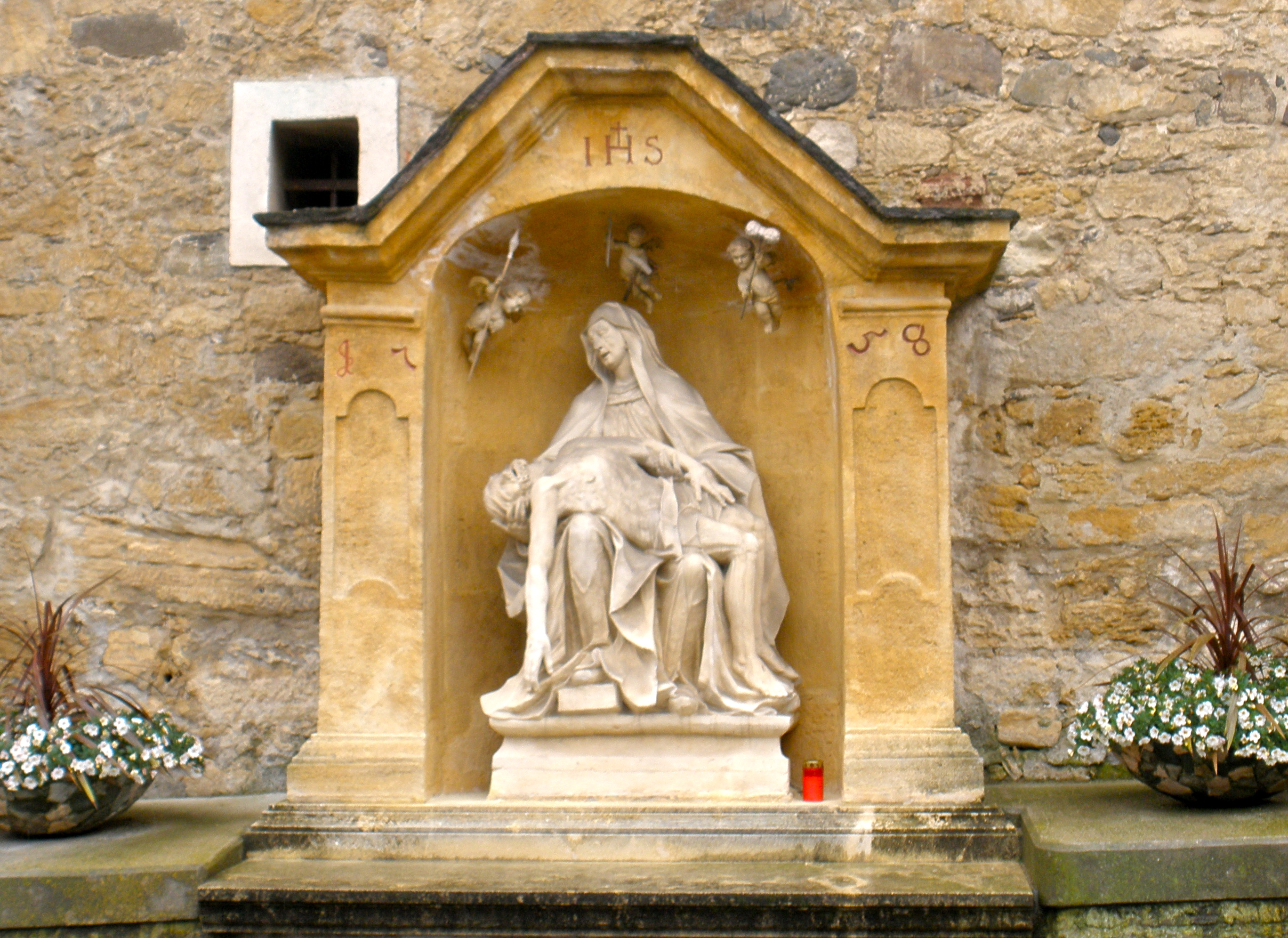
Pietà an der Wehrmauer in Straden

Straden ist eine Marktgemeinde mit 3.400 Einwohnern (Stand 1. Jänner 2025) im Bezirk Südoststeiermark bzw. Gerichtsbezirk Feldbach in der Steiermark. Am 1. Jänner 2015 wurden im Rahmen der Gemeindestrukturreform in der Steiermark die ehemaligen Gemeinden Hof bei Straden, Krusdorf und Stainz bei Straden eingemeindet.

## Gemeindegliederung
Das Gemeindegebiet umfasst zwanzig Ortschaften (Einwohner Stand 1. Jänner 2025):
- Dirnbach (152)
- Grub II (106)
- Hart bei Straden (149)
- Hof bei Straden (329)
- Karbach (64)
- Karla (48)
- Kronnersdorf (314)
- Krusdorf (240)
- Marktl (137)
- Muggendorf (328)
- Nägelsdorf (129)
- Neusetz (170)
- Radochen (184)
- Schwabau (87)
- Stainz bei Straden (244)
- Straden (279)
- Sulzbach (99)
- Waasen am Berg (170)
- Waldprecht (31)
- Wieden-Klausen (140)

Die Gemeinde besteht aus zwanzig Katastralgemeinden (Fläche Stand: 31. Dezember 2023):
- Dirnbach (352,89 ha)
- Grub II (190,48 ha)
- Hart bei Straden (394,11 ha)
- Hof bei Straden (560,52 ha)
- Karbach (177,21 ha)
- Kronnersdorf (317,67 ha)
- Krusdorf (408,49 ha)
- Marktl (169,5 ha)
- Muggendorf (331,9 ha)
- Nägelsdorf (314,18 ha)
- Neusetz (322,94 ha)
- Oberkarla (87,68 ha)
- Radochen (548,69 ha)
- Schwabau (181,89 ha)
- Stainz bei Straden (309,56 ha)
- Straden (81,09 ha)
- Sulzbach (192,95 ha)
- Unterkarla (201,33 ha)
- Waasen am Berg (234,47 ha)
- Wieden-Klausen (258,43 ha)

### Nachbargemeinden
Alle sieben Nachbargemeinden liegen im Bezirk Südoststeiermark.
| Gnas                      | Bad Gleichenberg                            | Sankt Anna am Aigen |
| Sankt Peter am Ottersbach | Kompassrose, die auf Nachbargemeinden zeigt | Tieschen            |
| Deutsch Goritz            |                                             | Halbenrain          |

### Gemeindefusionen

#### 1968–1972
- Mit 1. Jänner 1968 wurden die ehemaligen Gemeinden

Karla, Neusetz und Radochen mit der Gemeinde Hof bei Straden fusioniert.
- Mit 1. Jänner 1968 wurden die vordem selbständigen Gemeinden

Hart bei Straden, Kronnersdorf, Marktl, Nägelsdorf, Schwabau, Waasen am Berg und Wieden-Klausen per Verordnung der Steiermärkischen Landesregierung mit der Gemeinde Straden fusioniert.
- Mit 1. Jänner 1972 wurde Waldprecht, das zur vordem selbständigen Gemeinde Haselbach-Waldprecht gehörte, zwischen den Gemeinden Straden und Deutsch Goritz aufgeteilt.[6][5]

#### 2015
- Mit 1. Jänner 2015 wurde die Marktgemeinde Straden neuerlich erweitert. Die Steiermärkische Landesregierung hatte mit Verordnung vom 24. Oktober 2013 (LGBl 32/2013, Nr. 129) dem Beschluss der vordem selbständigen Gemeinden

Hof bei Straden, Krusdorf und Stainz bei Straden zur Vereinigung mit der Gemeinde Straden genehmigt. Straden und Hof bei Straden lagen bis 2012 im Bezirk Radkersburg, Krusdorf und Stainz bei Straden im Bezirk Feldbach.

## Geschichte
Nachdem im Jahr 1188 erstmals ein Pfarrer von Merin genannt wurde, wurde im Jahr 1265 das Dorf Marktl erstmals urkundlich als zur Burg Merin gehörender Markt erwähnt („Forum Merein“). Wegen der ständigen Bedrohung aus dem Osten konnten sich Handel und Gewerbe allerdings nicht entfalten. So waren 1445 nur noch zwölf von 37 Hofstätten im Jahr 1265 übrig. Auch der später zu einem Türkeneinfall umgedichtete Ungarneinfall von 1418 zog Straden in Mitleidenschaft. Dennoch war Marktl bis 1848 Sitz des Landgerichtes „am Straden“.
Im 15. Jahrhundert begann sich dann an Stelle des Namens Merin der heute übliche Name Straden einzubürgern. 1460 brannte die alte Pfarrkirche von Straden ab. Vermutlich zwischen 1480 und 1513 wurde die neue Kirche Sankt Maria am Himmelsberg errichtet. Im Jahr 1517 wurde die Sebastianibruderschaft gegründet und mit dieser dürfte auch die Errichtung der wenige Meter weiter südlich gelegenen Doppelkirche zusammenhängen, die bis ins 17. Jahrhundert als Karner Verwendung fand. Zur gleichen Zeit wurde Straden mit der Errichtung einer bis zu zehn Meter hohen Wehrmauer zum Tabor ausgebaut, mit dessen Hilfe sich die Stradener 1605 gegen die Heiducken erfolgreich wehrten.
Ab dem 17. Jahrhundert setzten Wallfahrten zur Kirche Sankt Maria am Himmelsberg ein und auch die Zahl der Pfarrbevölkerung wuchs an, so dass eine weitere Kirche errichtet wurde (Kirche Sankt Florian). Der Wanderprediger Johannes Anton de Lucca starb am 16. August 1714 und wurde in der Pfarrkirche begraben.
Das Postamt gab es seit 1851 und den Gendarmerieposten seit 1870. Zwischen 1886 und 1938 gab es ein Kloster und eine Privat-Mädchenschule der Schulschwestern aus Graz-Eggenberg in Straden.
Zu Ende des Ersten Weltkriegs gründete der Stradener Arzt Willibald Brodmann das Untersteirische Bauernkommando, dem im Kampf um die Festlegung der Grenze zwischen der Republik Österreich und dem Königreich Jugoslawien (bis 1929 SHS-Staat) besondere Bedeutung zukam.
Gegen Ende des Zweiten Weltkriegs war Straden Frontgebiet. Durch deutschen Artilleriebeschuss wurde 1945 der Kirchturm der Pfarrkirche, aber auch die Gemeinde selbst schwer beschädigt. Daran erinnert das Kanonenrohr eines deutschen Geschützes, das ein wenig abseits am Rand des Hauptplatzes von Straden aufgestellt ist.
Der Bau der Hauptschule (1949) und der Wasserleitungsbau (1955–1958) waren die ersten Großprojekte in der Zeit des Wiederaufbaus.
1969 wurde mit dem Bau der Kanalisation begonnen. 1971 erfolgte die Errichtung eines kleinen Schwimmbades.
Die öffentliche Trinkwasserversorgung der gesamten Gemeinde wurde 1997 abgeschlossen. Bis dahin mussten die örtlichen Feuerwehren Haushalte mit Wasser versorgen. Am 1. Juni 1998 wurde im Beisein von Landeshauptfrau Waltraud Klasnic das mit Förderung der EU errichtete Kulturhaus mit 642 Quadratmetern Veranstaltungsfläche eröffnet. Bereits im ersten Jahr zog dieses bei verschiedenen Veranstaltungen rund 10.000 Besucher an.

### Bevölkerungsentwicklung
| Straden: Einwohnerzahlen von 1869 bis 2024          | Straden: Einwohnerzahlen von 1869 bis 2024 | Straden: Einwohnerzahlen von 1869 bis 2024 | Straden: Einwohnerzahlen von 1869 bis 2024 | Straden: Einwohnerzahlen von 1869 bis 2024 |
| --------------------------------------------------- | ------------------------------------------ | ------------------------------------------ | ------------------------------------------ | ------------------------------------------ |
| Jahr                                                |                                            |                                            |                                            | Einwohner                                  |
| 1869                                                | 1869                                       |                                            | 5.166                                      | 5.166                                      |
| 1880                                                | 1880                                       |                                            | 5.332                                      | 5.332                                      |
| 1890                                                | 1890                                       |                                            | 5.553                                      | 5.553                                      |
| 1900                                                | 1900                                       |                                            | 5.176                                      | 5.176                                      |
| 1910                                                | 1910                                       |                                            | 5.129                                      | 5.129                                      |
| 1923                                                | 1923                                       |                                            | 5.026                                      | 5.026                                      |
| 1934                                                | 1934                                       |                                            | 4.922                                      | 4.922                                      |
| 1939                                                | 1939                                       |                                            | 4.536                                      | 4.536                                      |
| 1951                                                | 1951                                       |                                            | 4.404                                      | 4.404                                      |
| 1961                                                | 1961                                       |                                            | 4.216                                      | 4.216                                      |
| 1971                                                | 1971                                       |                                            | 4.272                                      | 4.272                                      |
| 1981                                                | 1981                                       |                                            | 4.179                                      | 4.179                                      |
| 1991                                                | 1991                                       |                                            | 4.040                                      | 4.040                                      |
| 2001                                                | 2001                                       |                                            | 3.992                                      | 3.992                                      |
| 2011                                                | 2011                                       |                                            | 3.815                                      | 3.815                                      |
| 2021                                                | 2021                                       |                                            | 3.493                                      | 3.493                                      |
| 2024                                                | 2024                                       |                                            | 3.450                                      | 3.450                                      |
| Quelle(n): Statistik Austria, Gebietsstand 1.1.2021 |                                            |                                            |                                            |                                            |

## Kultur und Sehenswürdigkeiten
- Pfarrkirche Mariä Himmelfahrt
- Kirche Sankt Florian

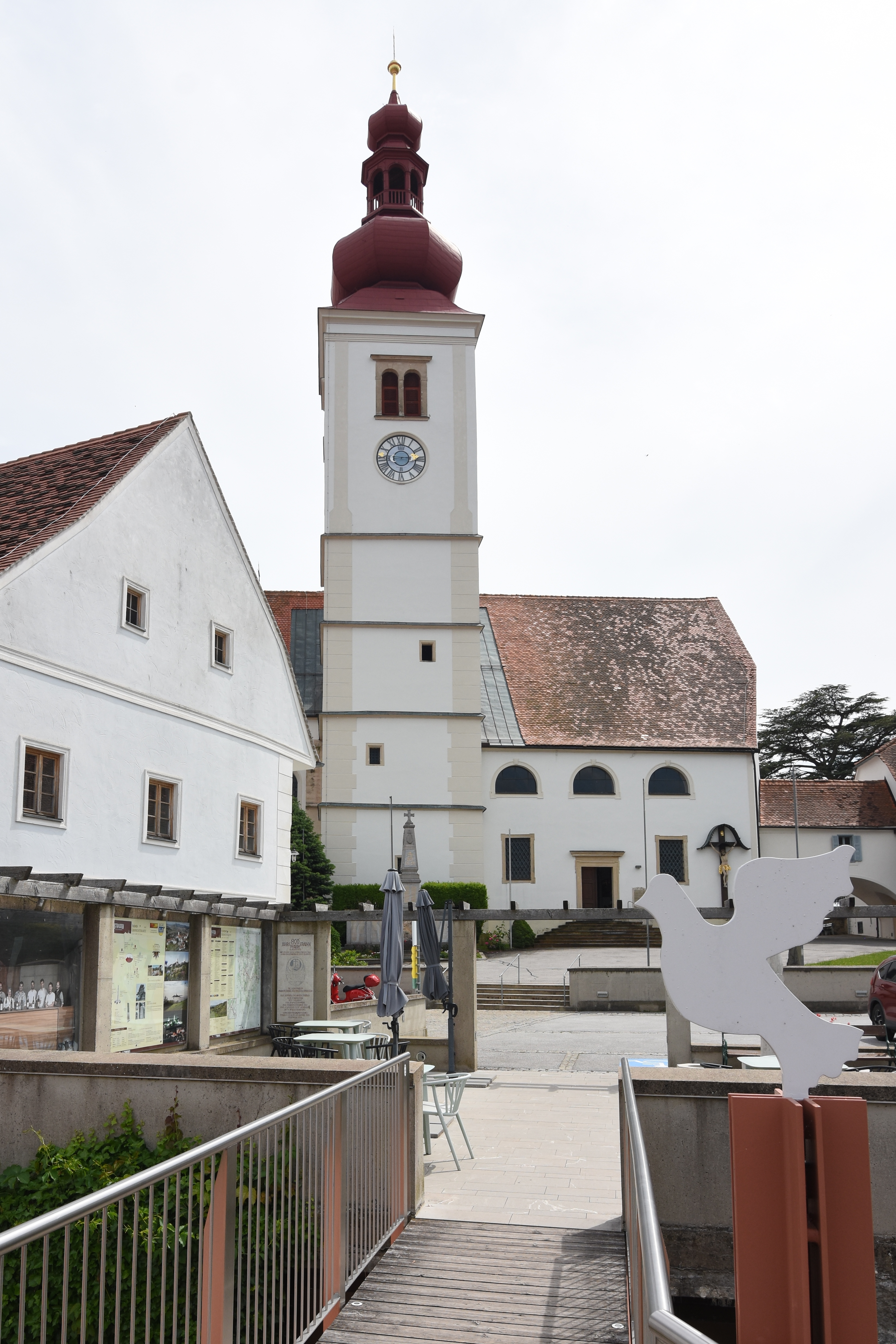
Pfarrkirche in Straden

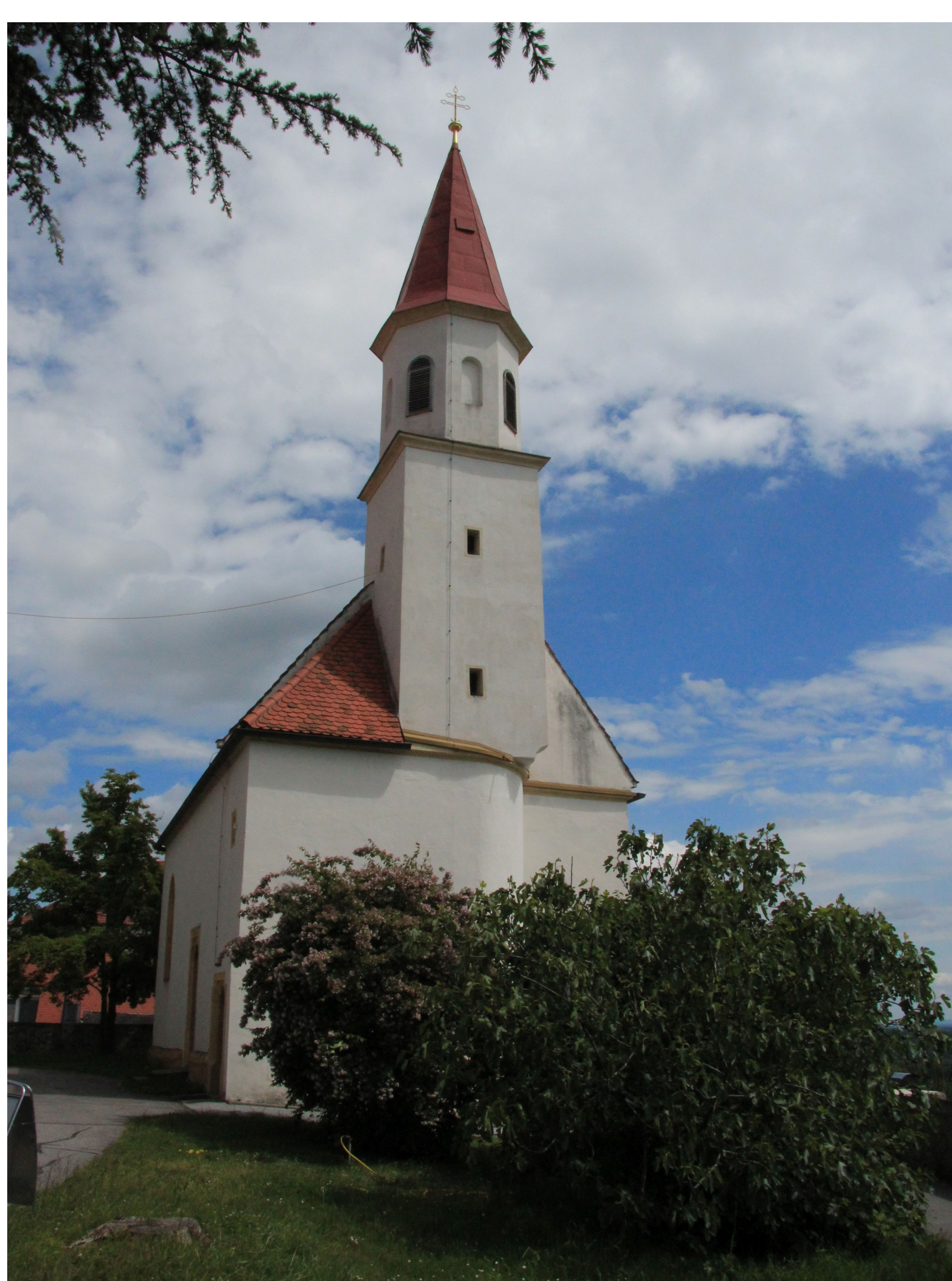
Doppelkirche St. Sebastian

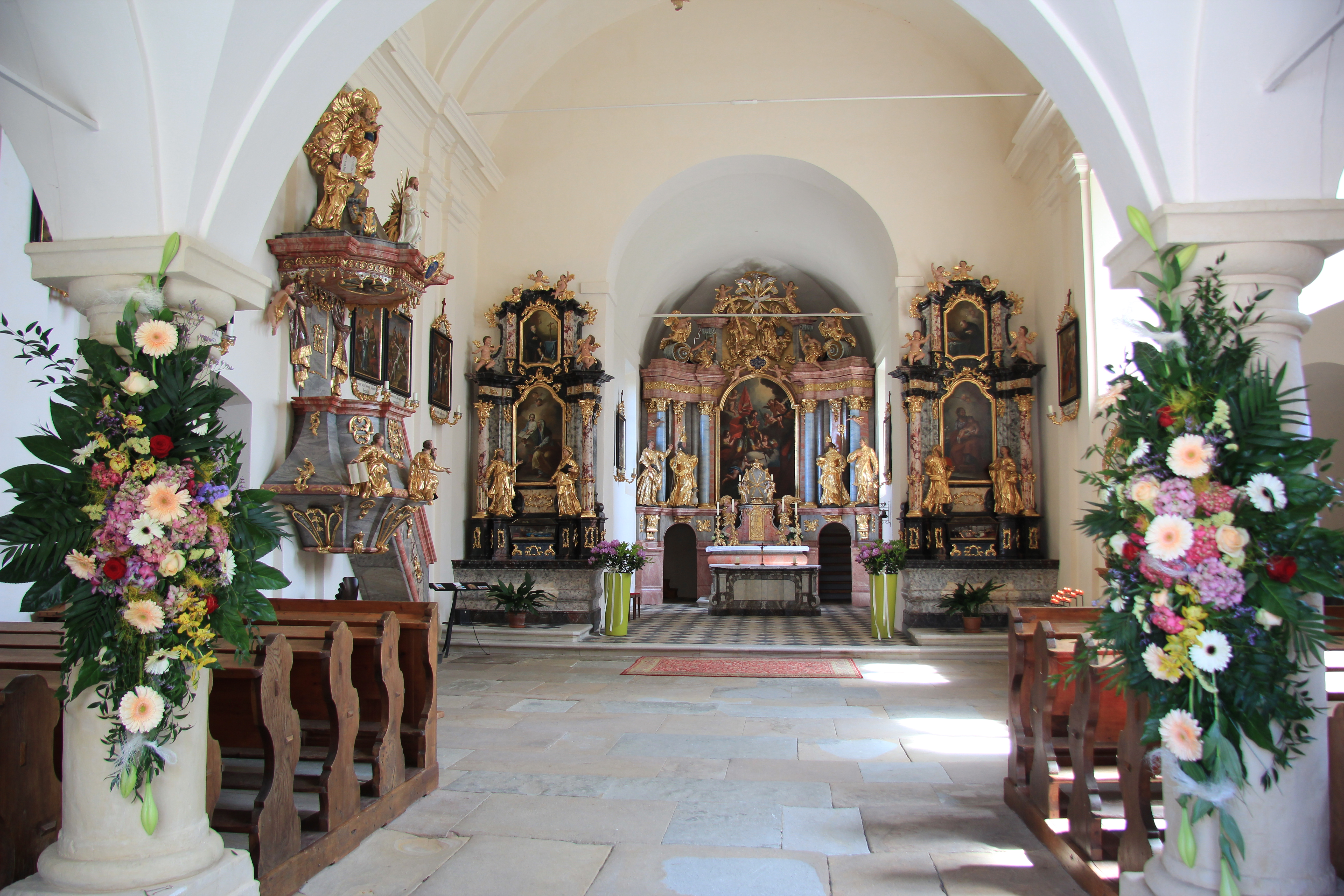
Innenansicht der Filialkirche St. Florian

- In Hof bei Straden befindet sich der Brunnen des Johannisbrunnen-Heilwassers mit einem Abfüllgebäude und zwei Museen, das Heilwassermuseum Johannisbrunnen und ein Hochzeitsmuseum mit Schauobjekten ab 1750.

## Wirtschaft und Infrastruktur

### Wirtschaftssektoren
Die folgende Tabelle zeigt die Entwicklung der Anzahl der Betriebe und der Beschäftigten in den Wirtschaftssektoren:
| Wirtschaftssektor            | Anzahl Betriebe | Anzahl Betriebe | Anzahl Betriebe | Erwerbstätige | Erwerbstätige | Erwerbstätige |
| Wirtschaftssektor            | 2021            | 2011            | 2001            | 2021          | 2011          | 2001          |
| ---------------------------- | --------------- | --------------- | --------------- | ------------- | ------------- | ------------- |
| Land- und Forstwirtschaft 1) | 181             | -               | -               | 374           | 234           | 282           |
| Produktion                   | 52              | 39              | 25              | 376           | 176           | 177           |
| Dienstleistung               | 167             | 153             | 97              | 885           | 654           | 499           |

1) Betriebe mit Fläche in den Jahren 2010 und 1999, Arbeitsstätten im Jahr 2021

### Klimabündnisgemeinde
Straden bildet gemeinsam mit Bad Gleichenberg und Bad Radkersburg die Klima- und Energiemodellregion Wein- und Thermenregion Südoststeiermark. Ziele sind der  verstärkte Einsatz von erneuerbarer Energie und die Erhöhung der Energieeffizienz. Maßnahmen dazu sind unter anderen
- Photovoltaikanlagen auf Gemeindeliegenschaften
- Energieeffizienz bei Kläranlagen
- Energiechecks für Betriebe
- Infoveranstaltungen

### Verkehr
- Straße: Die wichtigste Straße ist die Radkersburger Straße B66, die nach Norden nach Feldbach und nach Süden nach Bad Radkersburg führt.

- Eisenbahn: Der nächste Bahnhof liegt in Purkla, knapp südlich der Gemeinde. Von dort gibt es Schnellbahnverbindungen nach Spielfeld-Straß und nach Graz.[14]

## Politik

### Bürgermeister
In der konstituierenden Sitzung des Gemeinderats am 11. Jänner 2024 wurde der Leiter des Vermessungsamtes Leibnitz Anton Edler (* 1973, ÖVP) zum Bürgermeister gewählt und von Bezirkshauptfrau Elke Schunter-Angerer angelobt.
Dem Gemeindevorstand gehören weiters der erste Vize-Bürgermeister Rudolf Lackner (ÖVP), der zweite Vizebürgermeister Johann Schadler (FPÖ), der Gemeindekassier Rupert Tamisch (ÖVP) und Ronald Kurz (ÖVP) an.

### Chronik der Bürgermeister
Straden hatte in seiner Geschichte folgende Richter und Bürgermeister:
- 0000–1870 Ferdinand Schütz
- 1870–1883 Karl Trummer
- 1883–1886 Anton Friedl
- 1886–1901 Thomas Koiner
- 1901–1908 Johann Roßmann
- 1908–1919 Ignaz Walch
- 1919–1938 Karl Friedl
- 1938 –0000Kurt Kirchschlager
- 1938–1945 Rudolf Gränz
- 1945–1946 Josef Schadl
- 1946–1953 August Fritz
- 1953–1955 Johann Ertl
- 1955–1966 Josef Schadl
- 1966–1967 Johann Rauch
- 1967–1968 Alois Auer[A 1]
- 1968–1980 Johann Wonisch[A 2]
- 1980–1987 Josef Tischler
- 1987–2009 Alfred Schuster
- 2009–2014 Gerhard Konrad
- – 22. April 2015 Gerhard Konrad[A 1]
- 2015–2023 Gerhard Konrad
- 2024- 0000 Anton Edler

Anmerkungen:
1. 1 2  als Regierungskommissär
2. ↑  war vorher Bürgermeister von Wieden (1949–1968)

### Gemeinderat
Infolge der Gemeindefusionierung wurde der Gemeinderat 2015 von 15 auf 21 Mitglieder erweitert. Nach dem Ergebnis der Gemeinderatswahl 2025 setzt sich dieser wie folgt zusammen:
- 14 Mandate ÖVP
- 06 Mandate FPÖ
- 01 Mandate Die Grünen

| ÖVP                         | 1309             | 62               | 14               | 1504             | 59               | 13               | 789              | 72               | 12               | 258              | 41               | 4                | 241              | 77               | 7                | 465              | 62               | 11               |                  |                  |
| SPÖ                         | 115              | 5                | 1                | 0286             | 11               | 02               | 048              | 04               | 0                | 080              | 13               | 1                | 070              | 23               | 2                | 118              | 16               | 02               |                  |                  |
| FPÖ                         | 384              | 18               | 4                | 0551             | 22               | 04               | 130              | 12               | 01               | 032              | 05               | 0                | nicht kandidiert | nicht kandidiert | nicht kandidiert | 108              | 14               | 02               |                  |                  |
| Die Grünen                  | 246              | 12               | 2                | 0221             | 09               | 02               | 133              | 12               | 02               | nicht kandidiert | nicht kandidiert | nicht kandidiert | nicht kandidiert | nicht kandidiert | nicht kandidiert | nicht kandidiert | nicht kandidiert | nicht kandidiert |                  |                  |
| KPÖ                         | 73               | 3                | 0                | nicht kandidiert | nicht kandidiert | nicht kandidiert | nicht kandidiert | nicht kandidiert | nicht kandidiert | nicht kandidiert | nicht kandidiert | nicht kandidiert | nicht kandidiert | nicht kandidiert | nicht kandidiert | nicht kandidiert | nicht kandidiert | nicht kandidiert | nicht kandidiert | nicht kandidiert |
| Bürgerliste Hof bei Straden | nicht kandidiert | nicht kandidiert | nicht kandidiert | nicht kandidiert | nicht kandidiert | nicht kandidiert |                  |                  |                  | 261              | 41               | 4                |                  |                  |                  |                  |                  |                  |                  |                  |
| Lebensqualität in Stainz    | nicht kandidiert | nicht kandidiert | nicht kandidiert | nicht kandidiert | nicht kandidiert | nicht kandidiert |                  |                  |                  |                  |                  |                  |                  |                  |                  | 038              | 05               | 0                |                  |                  |
| Bürger-Liste-Stainz         | nicht kandidiert | nicht kandidiert | nicht kandidiert | nicht kandidiert | nicht kandidiert | nicht kandidiert |                  |                  |                  |                  |                  |                  |                  |                  |                  | 020              | 03               | 0                |                  |                  |
| Wahlberechtigte             | 3.064            | 3.064            | 3.064            | 3.190            | 3.190            | 3.190            | 1.310            | 1.310            | 1.310            | 740              | 740              | 740              | 333              | 333              | 333              | 824              | 824              | 824              |                  |                  |
| Wahlbeteiligung             | 70 %             | 70 %             | 70 %             | 82 %             | 82 %             | 82 %             | 85 %             | 85 %             | 85 %             | 86 %             | 86 %             | 86 %             | 94 %             | 94 %             | 94 %             | 92 %             | 92 %             | 92 %             |                  |                  |

### Wappen

Wappen der Vorgängergemeinden
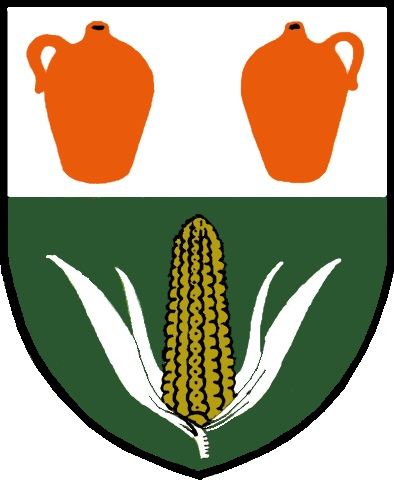
Hof bei Straden
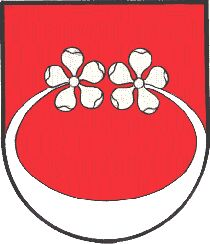
Krusdorf
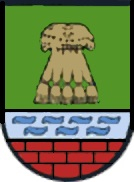
Stainz bei Straden
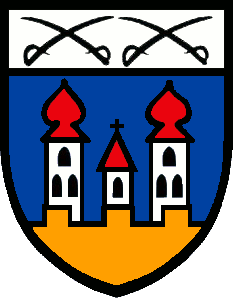
Straden bis 2014

Die Verleihung des Gemeindewappens durch die Steiermärkische Landesregierung erfolgte per 1. Juli 1972. Die Markterhebung der nunmehrigen Großgemeinde erfolgte mit Beschluss der Steiermärkischen Landesregierung per 1. Juni 1973. Die Blasonierung lautete: „In blauem Schild unter silbernem, mit zwei Paar gekreuzten schwarzen Säbeln belegtem Schildhaupt drei weiße aus einem goldenen gezinnten Schildfuß wachsende Türme, deren mittlerer kleinerer mit einem roten Zeltdach, beide seitlichen mit roten Zwiebelhelmen ausgestattet sind.“
Wegen der Gemeindezusammenlegung verloren die Wappen der vier fusionierten Gemeinden mit 1. Jänner 2015 ihre offizielle Gültigkeit. Die Wiederverleihung des Wappens für Straden erfolgte mit Wirkung vom 30. Mai 2018.

Die neue Blasonierung lautet:
„In blauem Schild unter silbernem, mit zwei Paar gekreuzten schwarzen Säbeln belegtem Schildhaupt drei silberne, aus einem golden gezinnten Schildfuß wachsende Türme, der mittlere kleinere mit einem Zeltdach und schwarz durchbrochenen Spitzbogenfenster, die beiden seitlichen mit Zwiebelhelmen und je drei (1:2) schwarz durchbrochenen Spitzbogenfenstern versehen.“

## Persönlichkeiten

### Ehrenbürger
- 1977: Franz Wegart (1918–2009), Landeshauptmann-Stellvertreter[21]
- 1985: Josef Krainer (1930–2016), Landeshauptmann der Steiermark 1980–1996[22]
- 2009: Alfred Schuster (1947–2012),[23] Bürgermeister von Straden (1987–2009)
- Franz Ficzko († 2020), Hauptschuldirektor in Straden 1987–2004[24]

### Söhne und Töchter der Gemeinde
- Ulrich Greiner (1831–1875), Zisterzienser des Stiftes Rein, Herausgeber und Redakteur
- Franz Prisching (1866–1935), Priester, Politiker der CS, Abgeordneter zum Steiermärkischen Landtag, Abgeordneter zum Reichsrat, Mitglied der Provisorischen Nationalversammlung, Landeshauptmann der Steiermark.
- Gabriel Weiß (1866–vor dem 26. April 1931), österreichischer Pfarrer und Politiker
- Johann Grahsl (1887–1945), Pfarrer in Gasen
- Josef „Sepp“ Summer (1891–1959), Musiker und Dichter.[25]
- Josef Paul Puntigam (* 1947), Offizier

### Mit der Gemeinde verbundene Persönlichkeiten
- Helmut Hable (* 1940), Maler, Kunstförderer und Kurator
- Peter Lenz (* 1987), Jazz-Schlagzeuger